# Пряма кишка

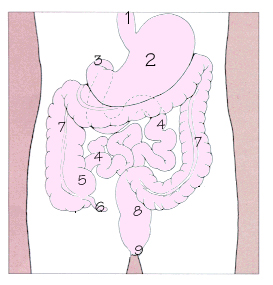
Схема будови шлунково-кишкового тракту людини:
1-Стравохід, 2-Шлунок, 3-Дванадцятипала кишка, 4-Тонкий кишківник, 5-Сліпа кишка, 6-Апендикс, 7-Товста кишка, 8-Пряма кишка, 9-Анус

Розріз прямої кишки

Пряма́ або ку́тня ки́шка, кутни́ця  (лат. rectum) — крайня частина шлунково-кишкового тракту, названа так за те, що йде прямо і не має вигинів. Прямою кишкою називається сегмент товстої кишки донизу від сигмоподібної кишки і до анусу (лат. anus), або інакше задньопрохідного отвору, анального отвору.

## Анатомія
Нижня, вузька частина прямої кишки, що проходить через промежину, і що розташована дистальніше, ближче до анального отвору, називається заднепрохідним каналом (лат. canalis analis), верхня, ширша, така, що проходить в області крижів — ампулярною частиною прямої кишки, або просто ампулою прямої кишки (лат. ampulla recti).
Пряма кишка являє собою кінцевий відділ товстої кишки та закінчення травного тракту. У ній накопичується кал. Вона розташована в порожнині малого таза, починається на рівні 3-го крижового хребця і закінчується заднім проходом в області промежини. Довжина її 14—18 см, діаметр змінюється від 4 см на початку до 7,5 см в найширшій її частині, кишки, що знаходиться в середині, далі пряма кишка знову звужується до розмірів щілини на рівні заднього проходу.

### Захворювання прямої кишки
- Проктит — запалення прямої кишки
- Парапроктит — запалення навколопрямокишечної клітковини
- Ректоцеле — випинання прямої кишки
- Колоректальний рак — злоякісне новоутворення